# System für Automatisierte Geowissenschaftliche Analysen
Das System für Automatisierte Geowissenschaftliche Analysen (abgekürzt SAGA GIS, häufig auch SAGA) ist ein quelloffenes Geoinformationssystem. Das SAGA-Projekt wird hauptsächlich am Fachbereich Geographie der Universität Hamburg entwickelt. Hauptentwickler sind Olaf Conrad und Volker Wichmann.
SAGA GIS verfügt über einen großen Funktionsumfang. Ursprünglich entstand SAGA GIS aus einer Vielzahl kleiner, spezialisierter Programme für verschiedene geowissenschaftliche Fragestellungen, die in einem Programm zusammengefasst wurden. Der Schwerpunkt des Programmes liegt auf physisch-geographischen Berechnungen und Darstellungsformen, welche meist auf Basis von Rasterdaten durchgeführt werden.
Darüber hinaus beherrscht SAGA GIS aber auch das Laden, Verändern und Erstellen von Vektordaten und ist damit auch für den Umgang mit thematischen Karten geeignet. SAGA GIS beherrscht die Darstellung von Torten- und Balkendiagrammen.
Installationspakete von SAGA GIS werden für Linux und Windows bereitgestellt. Der Quelltext ist über den Internetauftritt des Projektes herunterladbar. Das Programm ist plattformübergreifend nutzbar. Das Ausführen des Programmes von einem portablen USB-Speicher ist möglich.